# بیمارستان فیستولا آدیس آبابا
بیمارستان فیستولا آدیس آبابا (به لاتین: Addis Ababa Fistula Hospital) یک بیمارستان در اتیوپی است که در آدیس آبابا واقع شده‌است.